# Kessya Bussy
Kessya Bussy (Orléans, 19 giugno 2001) è una calciatrice francese, di ruolo attaccante.

## Statistiche

### Presenze e reti nei club
Statistiche aggiornate al 30 maggio 2025.
| Stagione           | Squadra            | Campionato         | Campionato | Campionato | Coppe nazionali | Coppe nazionali | Coppe nazionali | Coppe continentali | Coppe continentali | Coppe continentali | Altre coppe | Altre coppe | Altre coppe | Totale | Totale |
| Stagione           | Squadra            | Comp               | Pres       | Reti       | Comp            | Pres            | Reti            | Comp               | Pres               | Reti               | Comp        | Pres        | Reti        | Pres   | Reti   |
| ------------------ | ------------------ | ------------------ | ---------- | ---------- | --------------- | --------------- | --------------- | ------------------ | ------------------ | ------------------ | ----------- | ----------- | ----------- | ------ | ------ |
| 2018-2019          | Orléans            | D2                 | 21         | 11         | CF              | -               | -               | -                  | -                  | -                  | -           | -           | -           | 21     | 11     |
| 2019-2020          | Orléans            | D2                 | 15         | 2          | CF              | 2               | 2               | -                  | -                  | -                  | -           | -           | -           | 17     | 4      |
| Totale La Fleury   | Totale La Fleury   | Totale La Fleury   | 36         | 13         | -               | 2               | 2               | -                  | -                  | -                  | -           | -           | -           | 38     | 15     |
| 2020-2021          | Stade Reims        | D1                 | 22         | 5          | CF              | 1               | 0               | -                  | -                  | -                  | -           | -           | -           | 23     | 5      |
| 2021-2022          | Stade Reims        | D1                 | 20         | 6          | CF              | 2               | 0               | -                  | -                  | -                  | -           | -           | -           | 22     | 6      |
| 2022-2023          | Stade Reims        | D1                 | 16         | 8          | CF              | 3               | 2               | -                  | -                  | -                  | -           | -           | -           | 19     | 10     |
| Totale Stade Reims | Totale Stade Reims | Totale Stade Reims | 58         | 19         | -               | 6               | 2               | -                  | -                  | -                  | -           | -           | -           | 64     | 21     |
| 2023-2024          | Paris FC           | D1                 | 19+2       | 7          | CF              | 4               | 0               | UWCL               | 5                  | 0                  | -           | -           | -           | 30     | 7      |
| 2024-2025          | Paris FC           | PL                 | 22         | 11         | CF              | 5               | 2               | UWCL               | 4                  | 2                  | -           | -           | -           | 31     | 15     |
| Totale Paris FC    | Totale Paris FC    | Totale Paris FC    | 43         | 18         | -               | 9               | 2               | -                  | 9                  | 2                  | -           | -           | -           | 61     | 22     |
| Totale carriera    | Totale carriera    | Totale carriera    | 202        | 21         | -               | 19+             | 5+              | -                  | 9                  | 2                  | -           | -           | -           | 245+   | 28+    |

## Palmarès

### Club
- Coppa di Francia: 1

Paris FC: 2024-2025

### Nazionale
- Campionato d'Europa under 19: 1

2019